# Дарк-кабаре
Дарк-кабаре (англ. dark cabaret) — музичний напрямок, у якому поєднались естетика німецького кабаре, бурлесків і водевілів епохи Веймарської республіки, з притаманними їм декадентством та зухвалістю, та стильові елементи готичного та панк-року.
Найвідоміші представники — The Dresden Dolls, The Tiger Lillies, Rasputina, Voltaire, Humanwine, Ianva, Марк Алмонд, Rozz Williams, Емілі Отем, Vermillion Lies і Katzenjammer Kabarett.